# Franz Fink (Politiker, 1824)
Franz Fink (* 15. Juli 1824 in Lauterbach; † 25. September 1894) war ein hessischer Kommerzienrat und Politiker.

## Leben
Franz Fink besuchte die Höhere Gewerbschule in Darmstadt, um sich als Architekt, Ingenieur und Techniker auszubilden. Ab 1856 war er Generalsekretär des hessischen Landesgewerbevereins und Redakteur des Gewerbeblatts für Hessen. Später wurde er Kommerzienrat und Mitglied der Zentralstelle für Gewerbe für das Großherzogtum Hessen. Er veröffentlichte Werke über Baukunst und zahlreiche Aufsätze über technische Gegenstände und wirtschaftliche Fragen.
Von 1866 bis 1872 gehörte er für die Stadt Darmstadt der Zweiten Kammer der Landstände des Großherzogtums Hessen an. Von 1868 bis 1870 gehörte er außerdem als Abgeordneter des Wahlkreises Hessen 6 (Erbach, Bensheim, Lindenfels, Neustadt) dem Zollparlament an. Dort schloss er sich den Freikonservativen an und gehörte zu den süddeutschen Abgeordneten, die die kleindeutsche Politik Otto von Bismarcks unterstützten.